# Bibliothèque François Mitterrand (stanice metra v Paříži)
Bibliothèque François Mitterrand je stanice pařížského metra na lince 14 ve 13. obvodu v Paříži. Nachází se pod křižovatkou ulic Avenue de France a Rue de Tolbiac. Na stanici je umožněn přestup jednak na linku RER C (na stejnojmenném nádraží) a rovněž na nábřeží na linku říční dopravy Voguéo. V roce 2004 byla se 13,35 milióny přímých cestujících sedmou nejvytíženější stanicí pařížského metra.

## Historie
Stanice byla otevřena 15. října 1998 jako součást prvního úseku linky 14, která vedla ze stanice Madeleine. V Bibliothèque François Mitterrand měla linka druhou konečnou až do 26. června 2007, kdy byla trať prodloužena jižním směrem do stanice Olympiades. 3. prosince 2000 byla otevřena nová stanice pro linku RER C a umožněn tak přestup i do sítě RER. 28. února 2008 přibyl ve stanici nový východ na ulici Rue René-Goscinny včetně výtahu ústícího do ulice Rue Primo Levi.

## Architektura
Na rozdíl od ostatních stanic na lince, tato byla ztvárněna jiným architektem a proto se od všech ostatních liší. Jejím autorem je Antoine Grumbach. Spojovací chodba mezi linkou 14 a RER C je vyzdobena ukázkami různých druhů písma lidstva. Po celé stanici je pak vyryto 180 medailonů, které představují rozdílné světové kultury.

## Název
Stanice byla pojmenována podle sídla Francouzské národní knihovny a lze ji přeložit jako Knihovna Françoise Mitterranda, který se o stavbu nové budovy zasloužil.

## Vstupy
Stanice má celkem pět východů:
- Rue du Chevaleret
- Avenue de France (včetně výtahu)
- Rue René-Goscinny (včetně výtahu)
- Pont de Tolbiac
- Rue des Grands Moulins (přes nástupiště linky RER C)

## Zajímavosti v okolí
- Bibliothèque nationale de France
- Kostel Notre-Dame de la Gare